# Sólo Me Faltabas Tú
Sólo Me Faltabas Tú Lucero, mexikói énekesnő 2019 novemberében kiadott lemeze. A lemezen 26 regionális mexikói dal szerepel. Néhány duett is található ezen az albumon, többek között Luis Fonsival, Carlos Riverával, Gerardo Ortizzal, Melendivel és két mexikói Bandával.

## Dalok
1. Me Deshice De Tu Amor
2. Dime Tú
3. Mírame - Banda Los Sebastianes.
4. Ojalá Que Te Equivoques
5. Siempre Te Nesecito - Gerardo Ortiz
6. No Sé Dónde Está El Perdón
7. Sólo Me Faltabas Tú - Banda Los Recoditos
8. Por Qué Piensas Que Me Duele
9. Quién Como Tú - Luis Fonsi
10. Mi Virgen Santa
11. A Pesar De Todo - Carlos Rivera
12. Me Deshice De Tu Amor - Versión Sierreña
13. Besos A La Lona - Melendi
14. A Través De Vaso - Banda Los Sebastianes
15. Mírame
16. Sólo Me Faltabas Tú
17. A Pesar De Todo
18. Besos A La Lona
19. Dime Tú - Versión Banda
20. Mírame - Versión Banda - Banda Los Sebastianes
21. Ojalá Que Te Equivoques - Versión Banda
22. No Sé Dónde Está El Perdón - Versión Banda
23. Sólo Me Faltabas Tú - Versión Banda - Banda Los Recoditos
24. Por Qué Piensas Que Me Duele - Versión Banda
25. Mi Virgen Santa - Versión Banda
26. Me Deshice De Tu Amor - Versión Banda[1]